# Código de comercio
Un código de comercio es un conjunto de elementos unitarios, ordenado y sistematizando de normas de Derecho mercantil, es decir, un cuerpo legal que tiene por objetivo regular las relaciones mercantiles y comerciales.
Es un reglamento donde las empresas puedan realizar sus actividades conforme a la ley. Los códigos de comercio se comenzaron a elaborar y promulgar a partir de la Ilustración, y partiendo del precedente la codificación del Derecho de Francia, que realizó Napoleón Bonaparte. El Derecho mercantil se encuentra, en muchos casos, regulado no solo en el código de comercio, sino en una serie de leyes especiales, debido al proceso denominado descodificador. Sin embargo, existe también cierta tendencia a redecodificar esas normativas especiales en un solo cuerpo normativo o código y, en todo caso, en lo relativo a sus principios básicos.

## Regulación por país

### Argentina
El Código de Comercio de este país desde el 10 de septiembre de 1862, hasta el 1 de agosto de 2015. Fue redactado por los juristas Eduardo Acevedo, de nacionalidad uruguaya y el argentino Dalmacio Vélez Sarsfield en 1858, sancionado en 1859 y fue originalmente utilizado para regir en el entonces Estado de Buenos Aires que estaba separado del resto de las provincias reunidas en la Confederación Argentina. Al unificarse la Argentina en 1862, el mencionado Código fue declarado por el Congreso nacional, mediante la ley n.º 15, como nacional, y pasó a regir en todo el país.
A partir del proyecto N°191 del 23 de febrero del 2011, enviado por el Poder Ejecutivo al Congreso de la Nación Argentina se plantea la idea de unificar el Código comercial argentino con el Código Civil. Finalmente, el Código Civil y Comercial de la Nación fue promulgado en 2015.

### Chile
El Código de Comercio de este país fue promulgado el 23 de noviembre de 1865, basado en un proyecto elaborado bajo la dirección de José Gabriel Ocampo. Comprende un título preliminar, de bases del derecho mercantil, y tres libros: Primero, de Comerciantes y de los Agentes del Comercio; Segundo, de los contratos y obligaciones mercantiles en general; y Tercero, de la navegación y el comercio marítimos. El Cuarto, referido a las quiebras, se halla actualmente derogado en su totalidad.

### España
Por Real Decreto de 22 de agosto de 1885 se aprueba el Código de Comercio que regula la legislación mercantil española. La primera versión consolidada, que se ofrece como texto original, se corresponde con la de fecha 1 de noviembre de 1996, aunque el texto original se publicó en la Gaceta de Madrid del 16 de octubre al 24 de noviembre de 1885.

### México
Por decreto de Porfirio Díaz en 1889 se expide el Código de Comercio que regula la legislación mercantil mexicana, es una codificación que integra la regulación sustantiva y adjetiva mercantil. Sigue vigente, aunque con múltiples reformas.

### Venezuela
En 1862 José Antonio Páez promulgó el primer código de comercio de la Venezuela independiente, dejando sin efecto las Ordenanzas de Bilbao (1737). Para 1904 entra en vigor un nuevo código hasta 1919, cuando es promulgado por el Congreso de los Estados Unidos de Venezuela introduciendo elementos tales como la letra de cambio y la cuenta corriente bancaria.
Dicho código fue reformado en 1938 (funcionamiento de compañías extranjeras); las sociedades cooperativas fueron plasmadas en una ley aparte en 1942; en 1945 para adoptarse a una futura ley del poder judicial (no promulgada) y en 1955 para permitir a la mujer casada comerciar sin consentimiento explícito de su marido, entre otras modificaciones. En dicho año fue publicado el Código de Comercio en la Gaceta Oficial ejemplar Extraordinario N° 471, el cual está vigente hasta la fecha.